# コティロリーザ・ツベルクラータ
コティロリーザ・ツベルクラータ（学名: Cotylorhiza tuberculata）は、根口クラゲ目イボクラゲ科のクラゲの一種である。
チチュウカイイボクラゲやチチュウカイハイカラクラゲともいう他、英語圏では「fried egg jellyfish」と呼ばれることもある。地中海、エーゲ海、アドリア海に生息する。

## 特徴
大きさは通常幅17センチメートル以下で、大きいものでは直径40センチメートルに達することもある。刺し傷は人間にはほとんど（あるいは全く）影響を与えないが、敏感な人ではアレルギーを引き起こすことがあり、この場合は通常、刺された部分周辺にかゆみやひっかき傷を伴う。このクラゲの滑らかで隆起した中央のかさは、といのようなリングに囲まれている。縁側のラペットは細長い長方形に近い形をしている。各口腕は基部付近で分岐し、数回枝分かれする。いくつかの大きな付属器のほか、円盤状の先端を持つ短い棍棒状の付属器も多数ある。

## 発生
コティロリーザ・ツベルクラータは、地中海で最もよく見られるクラゲである。このクラゲの一年のライフサイクルの特徴として夏場の大量発生があげられるが、これは地中海の強い季節変動に適応した結果であると考えられている。発生段階は、他のクラゲとよく似ている。主な成長段階は、プラヌラと呼ばれる泳ぐ幼生、スキフィストマと呼ばれる若い固着性のポリプ、エフィラと呼ばれる未発達の幼生、メデューサと呼ばれるクラゲ成体の4段階である。プラヌラは8月から11月まで、スキフィストマは通年、エフィラは5月から8月まで、メデューサは7月から11月までの間で見ることができる。
プラヌラは小さな繊毛で水中を進み、最終的に硬い堆積物に到達してポリプの形態になる。スキフィストマは、その発生前段階に光合成を行う藻類を共生させるが、その仕組みはまだ解明されていない。この共生藻は、主にクラゲの間充ゲルや消化管内部に生息し、酸素の産生を促進し、クラゲとともに一生を過ごす。ポリプは無性生殖を行うことで、より多くのポリプを生み出す。各ポリプの一部は最終的に直径1.7 - 4.2ミリメートルのエフィラへと変態する。若いメデューサは8から10週間かけて直径3センチメートルほどになり、その後1週間につき約3 - 4センチメートルずつ成長し、最終的に成体の大きさになる。徐々に成長し、最終的なメデューサの直径は平均でおよそ35センチメートルになる。
成体同士の有性生殖は、通常8月から10月にかけて行われる。雌は雄の口腕付属器からの精子で体内受精し、妊娠期間を経て、最終的に多数のプラヌラを水中に放出する。
成体では、加齢とともにかさの部分の中央のドーム状の部分を中心に傷みが激しくなる。主な損傷原因は波や風によるものだが、次に顕著なのは人為的なものである。例えばモーターボートや漁網は顕著な損傷原因であり、しばしば深刻な損傷につながる。この傷は、まだ成長を終えていない個体にとっては軽い損傷であり、傷ついた構造を再生することができても、左右非対称に生え変わることが多い。年老いた個体は外傘が目に見えて壊れており、間充ゲルが傷つきやすくなっていることが多いなどの物理的な劣化によって区別することができ、色もかなり褪せている。

## 微生物とのかかわり

### 共生
コティロリーザ・ツベルクラータの成長には、体内に共生し、光合成を行う藻類が重要な役割を担っている。この微生物は、渦鞭毛虫門に属する褐虫藻という生物で、一般的には多くのクラゲと共生関係にある。クラゲは宿主として褐虫藻をシェルターのように保護し、褐虫藻はその光合成能力でクラゲに利用・貯蔵のためのエネルギーを提供する。例えば、刺胞動物がエネルギーを蓄えるために主として用いる高分子である脂肪酸は、主に炭素固定を行う共生生物から供給されている。この相互関係は、コティロリーザ・ツベルクラータの成長・生存において非常に重要であり、褐虫藻がいなければ、早期メデューサ形成の前段階は始まらない。

### 摂食
コティロリーザ・ツベルクラータは、主に植物プランクトンと動物プランクトンを含む微小な水生生物を捕食する。分類学的な多様性はあまりなく、食事の69%から82%がスピロプラズマ属に属する生物で構成されていることが記録されている。これらの原核生物は、他のクラゲの餌になることもある。さらに、コティロリーザ・ツベルクラータの餌は、主に3 - 4種類程度の分類群に属するマイクロプランクトンから構成されていると考えられている。このクラゲは口腕からこれらの微生物を取り込み、そこから胃に移動させる。クラゲとその周辺の水が相互に関連し、プランクトンを胃の中に流し込むことを容易している。

## 人間への影響
コティロリーザ・ツベルクラータの毎年の大量発生によって生じる主な問題の1つは、人間のレクリエーション活動や経済活動への妨害である。漁業などの商業的な活動に加え、観光などの目的で行われる水上での活動も、水中の膨大な数のクラゲのために中断されることがある。このため、夏には沿岸の役人が漁船や大型の網で何千というクラゲを海域から除去することも珍しくない。
もう一つの可能性として、このクラゲが人類にとって有用な存在であるかもしれないということが挙げられる。このクラゲが持つ乳がん細胞に対する特異的な細胞毒性は細胞間のギャップ結合コミュニケーションを効率的に行うために獲得したものと考えられている。乳がんに対する細胞毒性については、さらなる研究が提案されているが、まだ十分な検討はされていない。がん研究の主な目的は、健康な細胞を残したまま悪性の細胞を選択的に殺す治療法を生み出すことであるため、コティロリーザ・ツベルクラータはそうした病気の治療法に関する研究に使うモデル生物になりうる。